# Spiroplasma kunkelii
Spiroplasma kunkelii è una specie di batterio appartenente alla famiglia delle Spiroplasmataceae.